# 192. peruť (Izrael)
192. peruť (hebrejsky טייסת 192‎) Izraelského vojenského letectva, také známá jako peruť luňáků (hebrejsky דיה‎) či peruť Hawkeyů (hebrejsky טייסת ההוקאיי‎), je bývalý izraelský letecký útvar vybavený  stroji AWACS typu Grumman E-2 Hawkeye, který vznikl v červenci 1978. Jako jednotka plnící roli včasné vzdušné výstrahy a radioelektronického zpravodajství se podílela na libanonské válce v roce 1982 a několika dalších operacích.
Peruť byla údajně rozpuštěna v roce 1994, ačkoliv ještě v roce 1998 byla na leteckém dni letecké akademie předvedena letová ukázka stroje E-2.
Izraelské vojenské letectvo bylo prvním provozovatelem typu, který na něj instaloval zařízení pro tankování paliva za letu a také instaloval několik sad modernizujících jeho avioniku.
Tři ze čtyř izraelských Grummanů E-2 byly po instalaci modernizačních sad v roce 2002 odprodány Mexiku, a jeden byl předán Muzeu izraelského vojenského letectva. Předávací ceremonie prvního E-2C „Hawkeye“ Mexickému námořnictvu proběhla 21. ledna 2004 v prostorech „Bedek Aviation Group“ Israel Aerospace Industries.